# Smit Rotterdam

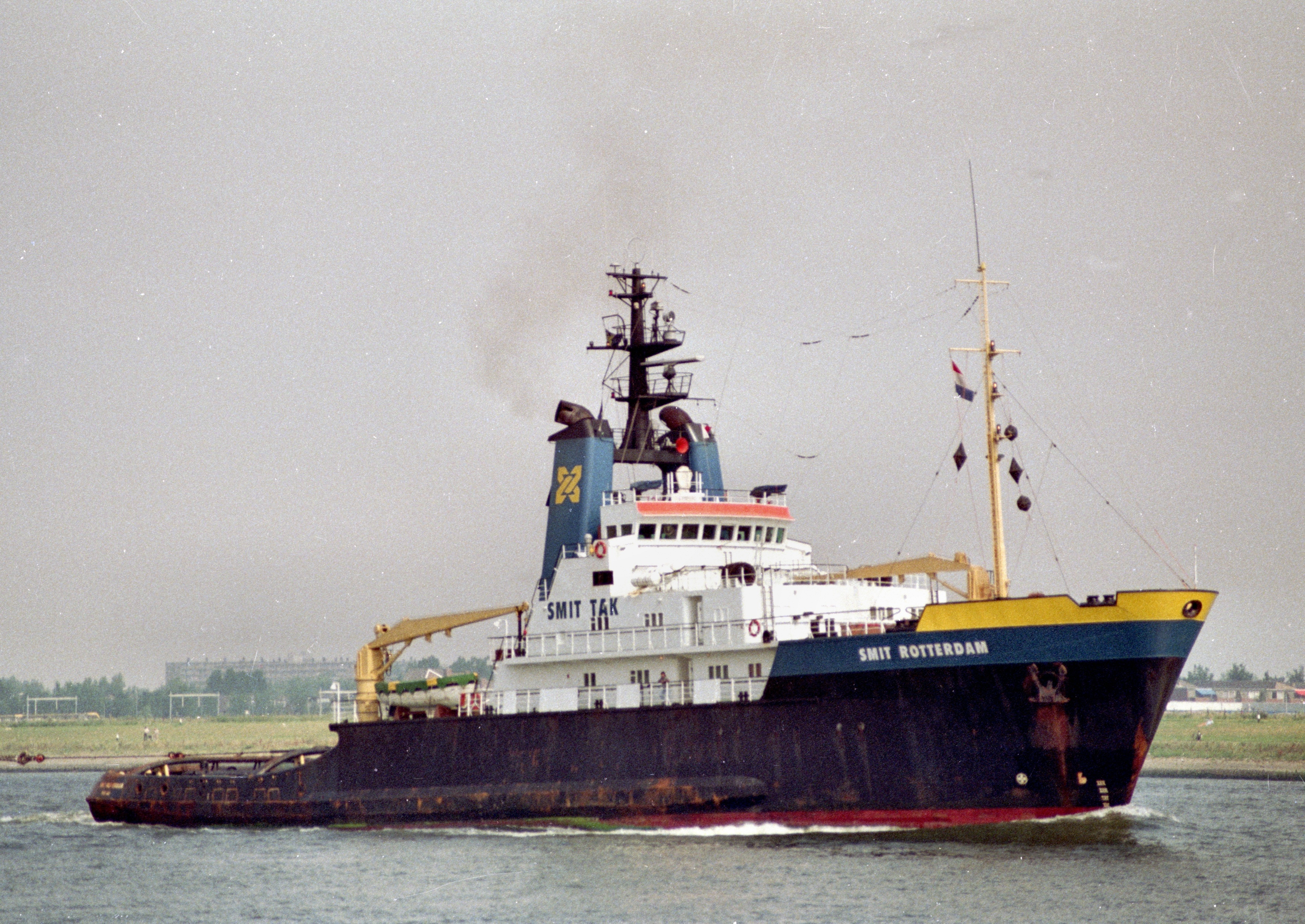
Smit Rotterdam.

Le Smit Rotterdam est un ancien remorqueur battant pavillon néerlandais, destiné à tracter des éléments de plate-formes pétrolières. Il était également conçu pour assister des navires en détresse en n’importe quel point du globe.

## Histoire
Conçu pour Smit International BV, il fut construit en 1975 au chantier naval de Merwede à Hardinxveld-Giessendam, aux Pays-Bas. Le Smit Rotterdam a participé aux opérations de recherche du München (qui a été déclaré perdu en 1978 avec ses 28 membres d’équipage).
Après une carrière de 40 ans, le Smit Rotterdam et son sistership, le Smit London, furent déconstruits en Inde en 2013 et 2014.

## Caractéristiques techniques
Long de 75 m, pour un déplacement de 2 273 tonnes, une puissance de 22 000 cv et une vitesse maximale de 16,5 nœuds (soit 30,55 km/h). À son lancement, le Smit Rotterdam était le plus grand et le plus puissant remorqueur du monde. Sa jauge brute était de 2 708 tonnes. Le Smit Rotterdam avait un tirant d’eau de 6,4 m. Il pouvait transporter 16 000 galons de carburant.

## Équipement et équipage
L’équipement du Smit Rotterdam comprenait 1 treuil de remorquage et 2 canons à eau pouvant propulser jusqu’à 400 tonnes/heure. Il comprenait aussi des technologies des plus modernes à l'époque en matière de navigation et de communication radio.
Un équipage de 25 hommes était suffisant pour manœuvrer le Smit Rotterdam.